# Шарпантье де Кастро, Эдуардо
Эдуардо Шарпантье де Кастро (исп. Eduardo Charpentier de Castro; род. 12 марта 1927) — панамский флейтист, композитор и дирижёр. Сын Эдуардо Шарпантье Эрреры.
Окончил Панамскую консерваторию как флейтист у своего отца. Затем учился в США и Франции, в том числе у Марселя Моиза (флейта) в летней музыкальной школе Марлборо, у Карела Болеслава Йирака (композиция) в Истменовской школе музыки и у Эжена Биго. Преподавал в Панамской консерватории с 1951 года. В 1966—1988 годах главный дирижёр Национального симфонического оркестра Панамы, в разные годы руководил также камерными оркестрами и оркестром Панамского университета (где в 1972 году основал кафедру музыки). Среди композиций Шарпантье де Кастро — камерные и симфонические сочинения, особенно с солирующей флейтой или другими деревянными духовыми инструментами.